# Phở
Pho oder Phở ([fəː˧˩˧] ⓘ – Hán Nôm 𬖾) ist eine traditionelle Suppe der vietnamesischen Küche. Eine mögliche Wortherkunft ist die vietnamesische Aussprache für das französische Gericht Pot-au-feu (Französisch für „Topf auf dem Feuer“). Pho wird als Nationalgericht Vietnams angesehen.

## Geschichte

### Ursprung
Pho hat ihren Ursprung in einem Gericht namens Xáo Trâu, einer einfachen Suppe mit in Brühe gekochten Scheiben von Wasserbüffelfleisch und Reisbandnudeln. Xáo Trâu war ein beliebtes Essen auf ländlichen Märkten in Hanoi.
Als die Franzosen in den 1880er Jahren Vietnam kolonisierten (Französisch-Indochina), brachten sie einen Eintopf aus Gemüse und Rindfleisch mit, den Pot-au-feu. In den 1860er Jahren importierten chinesische Händler mehr als 500 Kühe pro Monat aus Kambodscha, um sie an französische Armeekommissare zu verkaufen. Zu Beginn des zwanzigsten Jahrhunderts galten Rinder in Vietnam als Arbeitstiere und wurden nur von den Franzosen verzehrt. Die übrig gebliebenen Knochen und Fleischabfälle der französischen Kolonisten wurden von einer Handvoll Metzgereien in Hanoi verwertet und verkauft.
Da die Einheimischen noch keinen Geschmack für Rindfleisch entwickelt hatten, witterten Straßenverkäufer, die bereits Nudelsuppe verkauften, eine Marktnische. Weil Rindfleisch preiswert war, verwendeten es die Straßenhändler am Hafen, um Xáo bò (Bandnudeln mit Rindfleisch) zu kochen.

### Pho in Kriegszeiten
Die französische Kolonialzeit endete 1954, und die Genfer Konferenz teilte das Land in Nord- und Südvietnam. Die Südvietnamesen ergänzten die Suppe um viele Zutaten wie Bohnensprossen, Thai-Basilikum, Chilisauce und eine der Hoisin-Sauce ähnliche fermentierte Bohnensauce, während die Nordvietnamesen bei der traditionellen Variante blieben.
Während des Vietnamkriegs zwang die Kriegsknappheit die staatlichen Pho-Läden in Hanoi, die Suppe ohne Fleisch herzustellen. Als die USA 1962 begannen, unbemannte Aufklärungsflugzeuge zu schicken, um Nordvietnam zu fotografieren, nannten die Einheimischen ihre magere Suppe spöttisch Phở không người lái, wörtlich „Pho ohne Pilot“. Damit war eine Pho ohne Fleisch gemeint.

### Globalisierung
Die Wiedervereinigung von Nord- und Südvietnam 1975 führte zu einem Massenexodus von Flüchtlingen, von denen sich viele in Nordamerika, Frankreich und Australien niederließen. Sie stärkten ihre kulturellen Wurzeln, indem sie kleine Lokale in der ganzen Welt eröffneten, ihre eigene Pho zu Hause kochten und die Nudelsuppe ihren Freunden vorstellten. Pho-Restaurants in vietnamesischem Besitz bieten traditionelle Brühen und frisch zubereitete Banh-Pho-Nudeln an, entwickeln aber auch neue Varianten wie Langusten-Pho, Sous-Vide-Rindfleisch-Pho und gebratenen Pho-Reis. 2011 wurde Pho auf Platz 28 der von CNN Go zusammengestellten „World's 50 most delicious foods“ gelistet.

## Zubereitung und Rezeption
Pho wird in einer Schüssel gereicht und enthält neben einer kräftigen klaren Brühe – meist aus Rinderknochen – Reisnudeln und traditionellerweise dünne Scheiben Rindfleisch (phở bò; phở tái, wenn das Fleisch erst in der Schüssel garzieht) oder Hühnerfleisch (phở gà). Weitere Zutaten sind Zwiebel- oder Lauchringe, Koriandergrün, Minze, Limetten, Chilis in Scheiben sowie verschiedene Gewürze, wie beispielsweise weißer Pfeffer, Sternanis und Fischsauce. In Südvietnam werden auch vietnamesisches Basilikum und Mungbohnenkeime hinzugegeben. Diese Zutaten werden meist gesondert auf Tellern gereicht, um sich seine Suppe nach Belieben zusammenzustellen.
In Vietnam wird die Suppe oft in Garküchen als Straßenverkauf angeboten. Traditionell ist Pho ein Gericht zum Frühstück. Deswegen öffnen viele darauf spezialisierte Restaurants schon früh morgens und schließen im Laufe des Vormittags. In größeren Städten gilt diese Einschränkung der Öffnungszeiten meist nicht.
Es gibt in Nord- und Südvietnam regional verschiedene Zubereitungsarten: während in Hanoi im Norden Vietnams eine eher helle mild gewürzte Brühe verwendet wird, werden im warmen Süden die Fleischknochen vor dem Kochen häufig über der Holzkohle angeröstet, um die Brühe in Farbe und Geschmack noch intensiver zu machen und vor dem Verzehr wesentlich mehr Gewürzzutaten hinzugegeben.
2017 erklärte das vietnamesische Amt für geistiges Eigentum den 12. Dezember zum „Internationalen Phở-Tag“, um der Bedeutung des Gerichts als Kulturgut Ausdruck zu verleihen. Am 12. Dezember 2021 ehrte Google die Suppe mit einem Doodle.